# Mariam Osman Sherifay
Mariam Osman Mahmoud Sherifay, född 16 november 1954 i Kairo, är en svensk politiker (socialdemokrat). Hon var riksdagsledamot (ersättare) i flera omgångar under mandatperioden 2002–2006, invald för Stockholms läns valkrets.

## Biografi
Mariam Osman Sherifay föddes i Egypten som det fjärde av tolv barn. Hennes far kom från Eritrea och hennes mor från Egypten. Familjen, som var muslimsk, lät emellertid barnen gå i katolska skolor. Hon är bosatt i Sverige sedan 1975. Hon har en yrkesbakgrund som förskollärare.
Hon var ersättare i riksdagen i flera omgångar under mandatperioden 2002–2006. Som riksdagsledamot var hon ledamot i utbildningsutskottet under en kort period 2003 och ledamot i bostadsutskottet 2004–2006. Hon var även suppleant i bland annat arbetsmarknadsutskottet, EU-nämnden, utbildningsutskottet och utrikesutskottet.
Sherifay har särskilt ägnat sig åt problem gällande etnicitet och etniska konflikter, samt vill representera invandrare med nordafrikansk bakgrund inom Afrosvenskarnas riksförbund.[källa behövs] Hon var valobservatör i det palestinska presidentvalet 2005 och parlamentsvalet 2006.
I maj 2006 bjöd Sherifay tillsammans med den miljöpartistiska riksdagsledamoten Yvonne Ruwaida in två medlemmar i den palestinska organisationen Hamas till riksdagen för samtal. Det gjordes efter att regeringen klargjort att Hamas, som delvis är terroristklassad av bland annat EU, inte tas emot som officiella gäster. De inbjudna var Salah Mohammed al-Bardawil, en gruppledare i det palestinska parlamentet, och en släkting till en Hamasledare som dödats. Mariam Osman Sherifay förklarade inbjudan med att "dialog är bättre än isolering", att denna inbjudan inte innebär att de håller med Hamas och att hon verkade i en svensk tradition av medling i konflikter. Sherifays inbjudan kritiserades av bland annat moderater och folkpartister. al-Bardawil nekades dock visum till Frankrike och istället besökte Atef Adwan, palestinsk flyktingminister och företrädare för Hamas, Sverige efter att ha beviljats visum.
Hon var ordförande för Centrum mot rasism mars 2009 - mars 2013[källa behövs] och tilldelades 2009 det svenska Martin Luther King-priset.